# Bataille de Bojong Kokosan
 (décembre 2024).
Si vous disposez d'ouvrages ou d'articles de référence ou si vous connaissez des sites web de qualité traitant du thème abordé ici, merci de compléter l'article en donnant les références utiles à sa vérifiabilité et en les liant à la section « Notes et références ».
 (octobre 2024).
Révolution nationale indonésienne
La bataille de Bojong Kokosan est une bataille qui s'est produite lorsqu'un convoi de soldats britanniques (alliés) qui voulaient renforcer leurs troupes à Bandung a été pris en embuscade par des combattants indonésiens à Sukabumi.

## Embuscade
Les nouvelles reçues par les combattants indiquaient que les troupes alliées se dirigeant vers Bandung étaient composées « seulement » de centaines de personnes accompagnées de plusieurs véhicules blindés et d'armes modernes. 
Vers 15 heures, le convoi allié s'est retrouvé coincé dans un guet-apens préparé par les combattants. Les combats ont duré deux heures avant que les forces britanniques puissent reprendre leur route sous le feu des révolutionnaires indonésiens. Peu de temps après, les villages situés près du lieu de l'embuscade furent bombardés par la Royal Air force.

## Nombre de victimes
L'embuscade des soldats escortés par plusieurs véhicules blindés de type Stuart a tué 50 soldats britanniques et en a blessé des centaines d'autres, tandis que 30 autres étaient portés disparus. Le grand nombre de victimes du côté britannique a suscité un débat au Parlement britannique et a attiré l'attention du monde entier.

## Combats de Siliwangi
Depuis 2004, la bataille du 9 décembre 1945 est commémorée comme la Journée des combats de Siliwangi.